# Janetiella maculata
Janetiella maculata är en tvåvingeart som beskrevs av Tavares 1901. Janetiella maculata ingår i släktet Janetiella och familjen gallmyggor. Inga underarter finns listade i Catalogue of Life.